# Mount Wood, Västantarktis
Mount Wood är ett berg i Antarktis. Det ligger i Västantarktis. Argentina, Chile och Storbritannien gör anspråk på området. Toppen på Mount Wood är 1 230 meter över havet.
Terrängen runt Mount Wood är platt norrut, men söderut är den kuperad. Trakten är obefolkad. Det finns inga samhällen i närheten.